# Джек Шепард
Доктор Джек Шепард (англ. Dr. Jack Shephard) — один из главных героев американского телесериала «Остаться в живых» (производство ABC). Джек — один из выживших в авиакатастрофе, летевших в средней части самолёта «Oceanic 815», является их лидером на протяжении первых 4 сезонов сериала, в 5 сезоне статус лидера отошёл к Джеймсу Сойеру Форду. Появляется практически во всех сериях. На протяжении всего сериала ему катастрофически не везёт в отношениях с женщинами, в большинстве случаев по его вине.

## Биография

### До авиакатастрофы
Джек — сын известного кардиохирурга Кристиана Шепарда и его жены Марго Шепард. Окончил Колумбийский университет. Принят в штат больницы Святого Себастьяна в Лос-Анджелесе спинальным хирургом.
Женился на своей пациентке, Саре, которую «поставил на ноги» после аварии. Их свадьба прошла 15 августа, то есть 8 / 15. Эта дата совпала с двумя цифрами таинственных чисел (4, 8, 15, 16, 23, 42), оказавших роковое влияние на судьбы всех героев сериала, а также с номером рокового рейса. Вскоре отношения Сары и Джека дали трещину из-за постоянной занятости Джека. Они развелись.
Отец Джека, после потери практики, стал спиваться и уехал в Австралию, пытаясь встретиться с дочерью. Джек отправился на его поиски, в результате которых узнал о его смерти. Он возвращается в дом с гробом отца. В самолёте занимает место 23B (снова совпадение с одним из чисел).

### После авиакатастрофы

#### Сезон 1
Очнувшись в лесу, Джек побежал на крики с берега и начал оказывать помощь выжившим в авиакатастрофе, оттаскивая их от руин горящего самолёта. Он вернул к жизни Роуз, сделав ей СЛР, наложил жгут человеку, потерявшему ногу, и спас беременную Клер Литтлтон, когда её едва не придавил один из обломков. Чуть позже произошло его знакомство с Кейт Остин. Джек попросил её зашить рану на его спине, и эта встреча стала началом их дружбы. А вот с Сойером у Джека почти с первых часов на острове началась конфронтация.
Джек выделился среди выживших как лидер. Благодаря его инициативе был обнаружен трансивер в кабине самолёта и принято решение кремировать трупы погибших в фюзеляже, так как запах разложения привлекал кабанов. Также он совмещал обязанности лидера с ролью доктора. После неудачной попытки Сойера застрелить смертельно раненого Эдварда Марса, Джеку пришлось самому задушить его.
Кроме того Джек спас Буна Карлайла — тот поплыл спасать тонущую женщину, которая решила поплавать в океане, и сам едва не погиб. Вытащив Буна, Джек поплыл за женщиной, но опоздал.
Вскоре после катастрофы Джеку начал являться призрак его отца. Видение было настолько реалистичным, что он начал сомневаться в том, что это галлюцинация. Позже он нашёл в джунглях гроб, но тела отца внутри не оказалось. Неподалёку от гроба оказались пещеры и источник пресной воды, поэтому Шепард предложил выжившим переселиться туда. Многие, однако, предпочли остаться на пляже, чтобы поддерживать сигнальные огни и не пропустить прибытие помощи. В тот же период между Джоном Локком и Джеком произошла размолвка, которая, впрочем, окончилась примирением, когда Локк спас доктора от падения с обрыва.
Далее Джек снова едва не погиб, на этот раз под обвалом в пещере. Под руководством Майкла Доусона доктора начали откапывать, но вызволил его из завала Чарли Пейс — поскольку был достаточно щуплым, чтобы пробраться в лаз.
Когда Другие похитили беременную Клер, а Чарли повесили на дереве, Джек приложил все усилия, чтобы спасти его. Сначала искусственное дыхание и массаж сердца не помогали, он не прекращал попыток вернуть его к жизни, хотя Кейт и была уверена, что все бесполезно. Чарли все таки очнулся.
Когда Кейт нашла кейс сопровождавшего её пристава, она попросила Шепарда помочь достать ключ из могилы Эдварда Марса. В кейсе оказалось оружие, поэтому Джек забрал ключ себе, а пистолеты спрятал. Впервые он достал их из тайника, когда вместе с Саидом Джаррой и Сойером собирался на встречу с Итаном, одним из Других. Тогда он организовал на Итана засаду и избил его, сразу после чего, на глазах у Джека, Чарли застрелил Итана.
На сороковом дне Локк принёс в пещеры истекающего кровью Буна. Он сказал, что юноша упал со скалы, хотя на самом деле Бун был раздавлен при падении с дерева вместе с самолётом. Джек пытался спасти его жизнь, перелив Буну собственную кровь, и в конце концов принял решение ампутировать его искалеченную ногу. В последнюю секунду Бун пришёл в себя, остановил Джека и затем умер. Доктор тяжело переживал смерть Буна и ставил в вину Локку сокрытие обстоятельств травмы юноши, по причине чего предпринял неверные способы лечения. Хотя Локк в итоге объяснил, что произошло, его ложь (в совокупности с тем фактом, что он скрыл от всех обнаружение бункера) привела к тому, что Джек перестал ему доверять.
На сорок четвёртом дне Джек вместе с Кейт, Руссо, Локком, Хёрли и доктором Арцтом отправился в опасное путешествие к кораблю «Чёрная скала», неизвестно как очутившемуся в лесу, чтобы достать из трюма динамит и взорвать крышку люка, ведущего в бункер (спасшимся необходимо было укрыться в безопасном месте). На обратном пути Джек и Кейт спасли Локка, которого «дымовой монстр» едва не утащил в подземную ловушку.

#### Сезон 2
После того, как люк был подорван, Джек спустился в бункер вслед за Кейт и Локком, которых захватил Десмонд. Когда они увидели друг друга, Джек вспомнил обстоятельства их давнего знакомства в Лос-Анджелесе на стадионе и совет Десмонда не терять веры в чудо.
Обнаружение люка и сокрытых внутри него секретов способствовало обострению напряжения между доктором и Локком. Локк, которого вела вера, противостоял Джеку, опирающегося на голос разума, но в конце концов убедил его, что после бегства Десмонда необходимо продолжать вводить код — числа 4, 8, 15, 16, 23 и 42 — в компьютер подземного бункера.
В лагерь на пляже пришли выжившие из хвоста самолёта — и в том числе Ана-Люсия, с которой Шепард познакомился ещё в аэропорту.
В тот же период Джек продолжал бороться с чувствами, которые испытывал к Кейт. Сначала он услышал от раненого Сойера, который лежал в бреду, что тот любит Кейт, а затем она неожиданно поцеловала его в джунглях.
Когда Майкл убежал в лес искать сына, Джек вместе с Сойером и Локком пытался нагнать и вернуть его. Хотя он не разрешил Кейт пойти за ними, она не послушалась и попала в плен к Другим. Чтобы вызволить её, Джеку и его группе пришлось отдать всё оружие, которое было у них при себе. После этого происшествия Джек спрашивал у Аны-Люсии, которая ранее работала в полиции, сколько времени нужно, чтобы создать армию для борьбы с Другими.
Постепенно некоторые из спасшихся начали оспаривать главенствующий статус Шепарда. Локк перенёс оружие в комнату с кодовым замком и назвал код Джеку только когда тот пригрозил ему не позволить ввести цифры в компьютер бункера. Вскоре и оружие, и медикаменты с помощью блестящей аферы украл Сойер. Когда лекарства понадобились маленькому Аарону и Клэр, Джеку пришлось отыграть их у Сойера в покер. На вопрос Сойера, почему он не стал играть на оружие, Джек ответил, что когда ему понадобятся пистолеты, он возьмёт их.
Когда был пойман Бен — один из Других, в то время известный под именем Генри Гейла, — Джек решил встретиться с Другими и обменять Бена на Уолта. Он взял с собой Кейт. В лесу они попались в сетку-ловушку, но благополучно выбрались и дошли до границы территории Других. Но, сколько Джек ни звал их, Другие не обнаружили своё присутствие. Вместо них из джунглей вышел Майкл. Услышав его рассказ о Других, Джек собрался забрать оружие у Сойера. Когда тот поведал, что у Аны-Люсии тоже есть пистолет, Джек вместе с Локком и Кейт поспешил в бункер, где Ана-Люсия была вместе с Майклом и Беном. Там они увидели, что Ана-Люсия убита, Либби смертельно ранена, а Бен, который, по словам Майкла, и сделал всё это, сбежал.
Далее Майкл изложил свой план спасения Уолта и настоял, чтобы вместе с ним к Другим отправились Джек, Сойер, Кейт и Хёрли — и никто более. Саид не без основания начал подозревать, что Майкл в сговоре с Другими. Он и Джек решили разведать обстановку: Саид должен добраться до лагеря Других и проинформирует о своём присутствии с помощью костра. Кроме того, на всякий случай Джек вынул патроны из пистолета Майкла. На полпути они заметили, что за ними следят Другие. После того, как Сойер застрелил одного из них, Джек обвинил Майкла в предательстве и нашёл у него листок с их именами. Однако было уже поздно. Усыпив группу выстрелами снотворного, Другие во главе с Беном взяли их в плен. Они отпустили только Хёрли (чтобы он передал в лагерь предупреждение), а остальных препроводили на станцию «Гидра».

#### Сезон 3
Отпустив Майкла и Уолта, Другие разделили оставшихся троих пленников — Кейт и Сойера посадили в клетки, а Джека заперли в огромном пустом аквариуме, предназначавшемся для акул. Там с ним контактировала доктор Джульет Бёрк, одна из Других. Оказалось, что другие собрали на Джека досье и знают о нём практически все. Далее к Джеку пришёл Бен. Он раскрыл своё настоящее имя и доказал, что у Других есть возможность получать информацию из внешнего мира. Так, Бен рассказал о событиях, произошедших после авиакатастрофы — о смерти Кристофера Рива, переизбрании Джорджа Буша и победе команды Boston Red Sox. Последнюю новость Джек воспринял скептически: и он, и его отец, говоря о чём-то неподвластном судьбе, всегда приводили в пример неудачи Red Sox. Тогда Бен показал ему запись матча. («Стеклянная балерина», 2-я серия 3-го сезона).
После того, как Джек услышал по интеркому стоны Сойера, а Джульет вошла в аквариум в пятнах крови на одежде и попросила помочь, он решил, что Другие пытают его товарища, и ответил отказом. Однако Джульет сообщила, что помощь требуется другому. Шепарда отвели в операционную, где от пулевого ранения умирала Колин Пикет, тоже Другая. Джек не смог спасти её, и Колин умерла. В медицинском блоке Джек заметил на стене рентгеновские снимки позвоночника, пораженного опухолью, и сделал вывод, что его заставят спасти больного. Этим человеком оказался Бен. («Каждый сам за себя», 4-я серия 3-го сезона).
Бен признался Джеку, что планировал постепенно завоевать его доверие — дабы тот, оперируя, не видел в нём врага. Затем Джульет под видом фильма «Убить пересмешника» показала доктору запись, на которой посредством табличек с надписями просила Джека не доверять Бену и как бы случайно убить его во время операции. («Цена жизни», 5-я серия 3-го сезона). Джек, тем не менее, наотрез отказался вырезать опухоль Бена. Тогда Джульет привела к нему Кейт, и девушка сообщила, что если Джек не подчинится, казнят Сойера. Разозлившись, Джек отослал её прочь. Услышав по интеркому, что дверь открыта, Джек вышел из аквариума. Он нашёл комнату с мониторами слежения и на одном из них увидел Кейт и Сойера, которые лежали в клетке в объятьях друг друга. В этот момент к Джеку подошёл Бен и, будучи одаренным психологом, распалил его чувства, сказав, что выбор Кейт удивляет его не меньше. Поддавшись импульсу, Джек согласился вылечить Бена в обмен на то, что его отпустят с острова. («Я согласна», 6-я серия 3-го сезона).
Во время операции Шепард сделал надрез на почечной артерии Бена и предупредил, что если Другие не выполнят его указания, он не станет зашивать рану и через час их главарь умрет. Он потребовал, чтобы с Кейт связались по рации, и приказал ей бежать вместе с Сойером. Оказавшись в безопасности, она должна была рассказать Джеку по рации историю, которой он поделился с ней в первый день встречи.
Джульет пыталась поймать Джека на блефе (так как знала о его гиперответственном отношении к работе), а потом призналась, что их база находится на другом острове, а значит у Кейт и Сойера нет шансов. В ответ Джек рассказал Тому, что Джульет жаждет смерти Бена. В это время Бен неожиданно вышел из наркоза и попросил оставить их с Джульет наедине. Поговорив с ним, она поведала Джеку, что Бен разрешил отпустить беглецов, и ушла на их поиски. Вернувшись в операционную, Джек зашил почку Бена, но нечаянно задел артерию. Пока он лихорадочно исправлял ошибку, Кейт сообщила по рации, что они благополучно добрались до лодки. Джек приказал ей ни в коем случае не возвращаться за ним. Удалив опухоль, он спросил у Джульет о содержании её разговора с Беном. Она ответила, что он пообещал отправить её с острова домой. («Не в Портленде», 7-я серия 3-го сезона).
Затем Джека перевели в клетку на открытом воздухе, а Джульет заперли вместо него в аквариуме. Том объяснил, что она должна поплатиться жизнью за серьёзный проступок. Попав на допрос к Изабел («шерифу» Других), Шепард сказал, что намеренно оговорил Джульет, желая внести разлад в их ряды и спасти своих друзей. Изабель не поверила ему, и Джек, отказавшись продолжать разговор, настоял, чтобы его отвели обратно в клетку. Наутро на него пришли посмотреть те, кого похитили Другие после авиакатастрофы — и в том числе стюардесса Синди, которая в полете давала ему спиртное. Далее к клетке пробралась дочь Бена по имени Алекс и, разбив камеру слежения, спросила, зачем он спас её отца. Узнав от девушки, что Джульет помогла его друзьям уплыть, застрелив их преследователя, он добился встречи с Беном и пообещал продолжить лечение в обмен на жизнь Джульет. Бен передал Изабель записку, и Джульет отделалась клеймом на спине. Затем Другие вместе с Джеком вернулись в своё поселение на главном острове.
Через шесть дней Саид, Локк, Кейт и Руссо разыскали их лагерь. Издалека они наблюдали, как Джек вполне мирно играет в футбол с Томом, и удивились такой перемене в его поведении. Ночью Кейт пробралась в дом, где поселили Джека, и доктор признался, что Другие согласились отпустить его с острова. Однако Локк взорвал подводную лодку, и уехать с острова ему не удалось. («Человек из Таллахасси», 13-я серия 3-го сезона). Более того, другие бросили его с Саидом, Кейт и Джульет, перейдя в другой лагерь. Они отправились в лагерь выживших на берегу. Уже к тому моменту стало понятно, что Джек и Джульет любят друг друга, но отношения между Кейт и Шепардом не остыли. На пляже Джеку пришлось защищать от всех Джульет. Когда выжившие узнали, что другие хотят напасть на их лагерь, он сделал план, как противостоять им и выбраться с острова, так как к тому времени на острове уже высадилась спасательница — Наоми Доррит, сказавшая о корабле, стоящим рядом с островом. Он организовал засаду на других, а сам повёл выживших к радиовышке, чтобы отправить сообщение на корабль. Произошло только 2 взрыва из 3 на пляже и это вызвало некие волнения в массах. Тогда Сойер изъявил желание вернуться на пляж, чтобы посмотреть, что именно случилось, и бесповоротно отказался принять помощь Кейт, но согласился взять с собой Джульет. Когда Джек и Джульет прощаются, она первый раз его целует, причём у Кейт на глазах. Униженная данной ситуацией, она в дальнейшем разговаривает с Джеком, который впервые признаётся ей в любви. Около радиовышки он берёт в плен Бенджамина Лайнуса, пытавшегося убедить его, что люди с корабля хотят убить всех на острове. Но Джек не поверил Бену, избил его и взял в плен. Позже он связался с радистом корабля Минковски, попросил помощи и помог запеленговать координаты острова. («В Зазеркалье», 22-я серия 3-го сезона)

#### Сезон 4
Джек и Локк вновь разошлись во мнении, на этот раз относительно спасателей. Локк считал, что с ними нельзя контактировать, а Джек верил, что они спасут их с острова. Выжившие разделились на два лагеря: лагерь Локка и лагерь Джека, и разошлись. Джек отвёл своих людей обратно на берег. Когда на острове высадились спасатели, к нему присоединились Дэниел Фарадей, Майлз и Фрэнк Лапидус. Однако Шарлотта Льюис оказалась в плену у Локка. Позже Саид обменял Майлза на Шарлоту. Когда Лапидус улетел на вертолёте на корабль вместе с телом умершей Наоми, Саидом и Десмондом, Джек вместе с остальным его лагерем стали ждать спасения. Однако оно затягивалось, а с корабля доходили непонятные и странные вести, и Джек стал понимать, что спасатели прилетели не совсем для того, чтобы их спасать. А вскоре он обнаружил тело доктора Рея с корабля в море с перерезанным горлом. Более того у Джека началось воспаление аппендицита, и его с трудом вырезала Джульет при помощи Кейт и Бернарда. После этого с пролетевшего мимо вертолёта выжившим сбросили рацию, и Джек отправился за спасателями по ней.

### Вне острова
Джек спасётся с острова и войдет в состав выжившей Шестёрки Oceanic. Он встретится со своей мамой, Марго Шепард, символически похоронит своего отца, узнает, что Клер его сестра, а Аарон племянник. Он вернётся на работу в клинику Святого Себастьяна. Ему периодически будут приходить видения его отца. Джек будет навещать Хёрли в психиатрической лечебнице. Он будет свидетельствовать за Кейт на её суде, а позже будет жить с ней и Аароном и предложит ей выйти за него замуж. («Счастливая привычная жизнь», 10-я серия 4-го сезона)

### Возвращение на остров
После возвращения на остров Джек оказывается в джунглях. Как и в первом эпизоде он слышит крики и бежит на них. Джек помогает прийти в себя Кейт и Хёрли, затем их втроем находит Джин. Он звонит Сойеру и тот подъезжает к ним. Герои встречаются спустя 3 года, в 1977 году. Сойер устраивает его уборщиком. Через два дня, когда Саид подстрелил 12-летнего Бена, Джек отказался его спасать, решив изменить будущее. Но именно этим он спровоцировал присоединение Бена к Другим. А на следующий день на остров возвращается Фарадей. Он говорит, что есть шанс не допустить падения Oceanic 815. Единственным возможным способом он считает подрыв водородной бомбы, привезённой военными в 1954-м году. Джек соглашается, а после того, как Элоиз застрелила Фарадея, решает сам выполнить эту задачу. При помощи Элоиз и Ричарда он вместе с Саидом берёт бомбу и идёт через посёлок Дхармы к станции «Лебедь». Их заметил Роджер Лайнус и они едва не погибли. Удрав из посёлка на фургоне вместе с Джином, Майлзом и Хьюго, они направились к «Лебедю». Кейт, Сойер и Джульетт встали у них на пути. Разговор с Сойером закончился дракой. Сойер неизбежно помешал бы Джеку, но Джульетт решила, что бомбу надо взорвать. Саид настроил бомбу на подрыв от удара и Джек пошёл на стройплощадку. Сойер, Кейт, Джульетт и Майлз помогли ему прорваться к шахте. И Джек скинул бомбу вниз. Когда произошёл выброс электромагнитной энергии его почти сразу вырубило летящей в шахту коробкой с инструментами. Придя в себя, Джек помог Кейт оттащить Сойера от шахты и в этот момент произошёл взрыв.

#### Сезон 6
Джек поначалу был сторонним наблюдателем, отягощённый виной в смерти Джульетт. Но побывав на маяке, где он видит свое имя (за цифрой 23) и отцовский дом в отражении, он осознает, что выбран Джейкобом. Джеку удается переубедить Ричарда умирать, они разговаривают при горящем фитиле динамитной шашки — тот гаснет.
Придя в лагерь Лже-Локка он принял решение остаться на острове. Уже сидя на яхте, он сказал об этом Сойеру. А потом спрыгнул в воду и вернулся на остров Гидра к Локку. С помощью Дымного монстра и Саида освободил всех из клеток на острове Гидры и в конечном счёте оказался со всеми на подлодке, перед этим столкнув Лже-Локка в воду. Обнаружив бомбу, пытался остановить Сойера, чтобы тот не выдернул провода, Джек решил, что бомба вообще не взорвётся и пытался в этом всех убедить, но безуспешно, в результате он в очередной раз ошибся, бомба оказалась настоящая. Саид хватает бомбу и убегает в хвост лодки, та взрывается. Джек спасает оглушённого Сойера и вместе с Кейт и Хьюго пошёл искать Дезмонда.
По пути они встретили Джейкоба, который дал им последние указания, посвятил Джека в хранители и исчез. Во время инцидента у источника Дымовой Монстр стал смертным и Джек убивает его в драке на утёсе. Кейт признаётся ему, что любит его и, после поцелуя, он попрощался с ней и Сойером.
Джек завещает Хёрли хранение острова, а сам отправляется к источнику, чтобы все исправить. Из-за потери крови Джек умирает в бамбуковой роще, где очнулся в самой первой серии. Уже лёжа на земле он увидел, как его друзья улетают с острова на самолёте Аджира 316.

## Татуировка
Татуировка была у Мэттью Фокса задолго до начала съёмок сериала. Сначала создатели хотели прятать её с помощью грима, но потом решили вписать её в сюжет.
Как сказал Фокс в интервью, для него эта татуировка является следствием важного опыта и он считает, что это классная идея дать историю татуировки Джека. Подобно тому, как для Мэттью Фокса татуировка представляет важное событие в жизни, писатели применили такой же подход и к Джеку.
По сюжету татуировка значит «Он ходит среди нас, но он не один из нас».
По словам доцента Ксипин Чжу Северо-восточного университета татуировка Джека состоит из четырёх китайских иероглифов обозначающих: кит. трад. 鷹擊長空, упр. 鹰击长空, пиньинь Yīng jī chángkōng; 鹰 — «орёл»; 击 — «удар», «атака»; 长 — «длинный»; 空 — «пространство» или «небо»), и представляющих собой строку из поэмы Мао Цзэдуна «Чанша» (1925).

## Критика
Роль Джека Шеппарда принесла Мэттью Фоксу много положительных отзывов среди телекритиков. BuddyTV оценил ведущую роль Мэттью Фокса в эпизоде «В Зазеркалье» как достойную «Эмми».
Журналист The San Diego Union-Tribune Карла Петерсон высоко оценила работу Фокса в серии «Счастливая привычная жизнь».
Кевин Томпсон из The Palm Beach Post высказал мысль, что «Мэттью сделал хорошую работу, показывая широкий спектр эмоций — страх, разочарование, ревность», говоря о том же эпизоде.

## Награды и номинации
Мэттью Фокс выиграл в 2004 году премию «Спутник» в номинации «лучшая мужская роль в телевизионном сериале — драма». В 2005 году Он был номинирован на «Золотой глобус» за лучшую мужскую роль в телевизионном сериале — драма и на награду Ассоциации телевизионных критиков за личные достижения в драме. Актёр также выиграл за исполнение роли Джека Шепарда две награды премии Сатурн в номинации «лучший телеактёр» в 2006 году и в 2008 году.
В 2010 году Фокс получил номинацию на премию «Эмми» в категории «Лучший актёр в драматическом сериале».